# Roger Vindevogel
Roger Vindevogel (* 17. Oktober 1937 in Moregem) ist ein ehemaliger belgischer Radrennfahrer.

## Sportliche Laufbahn
Vindevogel war Straßenradsportler. Als Amateur siegte er 1956 im Etappenrennen 9-Provinzen-Rundfahrt und holte dabei zwei Tageserfolge. In England gewann er das Eintagesrennen Drummond Trophy Road Race vor Alan Jackson. 1957 war er in der belgischen Militärmeisterschaft im Straßenrennen erfolgreich. Er startete für den Koninklijke Velo Club Hoboken.
1958 wurde er nach Beendigung seines Militärdienstes Unabhängiger. In dieser Klasse gewann er einige belgische Rennen, darunter Brüssel–Lüttich 1958. 1959 bestritt er die Internationale Friedensfahrt. Er gewann zwei Etappen und kam in der Gesamtwertung auf den 41. Platz.
1960 wurde Vindevogel Berufsfahrer im Radsportteam Dr. Mann-Dossche Sport. Er blieb bis 1961 als Radprofi aktiv. Seine besten Resultate als Profi waren der zweite Platz bei Brüssel–Charleroi–Brüssel 1960 hinter Louis Proost sowie die dritten Plätze bei Brüssel–Charleroi–Brüssel und im Circuit des 3 provinces 1961.